# William Stanley Jevons
William Stanley Jevons, angleški ekonomist, logik in statistik, * 1. september 1835, Liverpool, Združeno kraljestvo, † 13. avgust 1882, Bulverhythe.
Jevonsov prispevek k marginalni revoluciji ekonomije v poznem 19. stoletju mu je prislužil sloves vodilnega političnega ekonomista in logika tistega časa.
Jevons je leta 1854 prenehal s študijem naravoslovja v Londonu in začel delati kot analitik v Sydneyju, kjer se je zanimal za politično ekonomijo. Tri leta po vrnitvi v Veliko Britanijo je leta 1862 objavil Splošno matematično teorijo politične ekonomije, kjer je opisal teorijo mejne koristnosti in leta 1863 Močan padec vrednosti zlata. Za Jevonsa je koristnost oz. vrednost dodatne enote izdelka za potrošnika obratno sorazmerna s številom enot tega izdelka, ki jih že ima, vsaj po neki kritični količini.
Jevons je v javnosti postal znan z izidom dela Vprašanje premogovnika (1865), v katerem je opozoril na postopno izčrpavanje britanskih zalog premoga in poudaril tudi, da povečanje učinkovitosti proizvodnje energije vodi k večji in ne manjši porabi. Ta teza je danes znana kot Jevonsov paradoks in prav zaradi tega dela Jevons danes velja za enega prvih ekonomistov, ki je razvil "ekološki" pogled na ekonomijo.
Njegova najpomembnejša dela na področju logike in znanstvene metode so Načela znanosti (1874), Teorija politične ekonomije (1871) in Država v odnosu do dela (1882). Med njegovimi številnimi izumi izstopata tudi logični klavir in mehanični računalnik.

## Zasebno življenje
Jevons je bil rojen 1. septembra 1835, v Angliji v pokrajini Lancashire, natančneje v mestu Liverpool, na naslovu Albert Street 14. 
Pri 15 letih je odšel  v London, kjer se je vpisal na UCS Hampstead. Proti koncu leta 1853 je prejel  ponudbo kot metalurški preizkuševalec za novo kovnico v Avstraliji. Zamisel o zapuščanju Združenega kraljestva mu ni bila všeč, vendar je zaradi finančne krize v kateri se je znašlo očetovo podjetje leta 1847 sprejel delovno mesto. Leta 1854 zapustil Veliko Britanijo in odšel v Sydney. 
Leta 1857, ko je objavil prve tri članke o železnicah, je začel resno študirati ekonomijo. V pismih svoji družini je opisoval svoje življenje ter fotografiral in izdeloval socialni zemljevid Sydneyja. V Anglijo pa se je vrnil preko Amerike šele pet let kasneje.
Jeseni 1859 je odstopil od imenovanja nato pa se ponovno vpisal in nadaljeval študij na Univerzitetnem kolidžu v Londonu, kjer je kasneje prejel tudi diplomo in magisterij. Svojo pozornost je posvetil moralnim vedam, vendar njegov interes za naravoslovje nikakor ni bil izčrpan. Tekom svojega življenja je še naprej pisal občasne članke o znanstvenih temah, njegovo znanje o fizikalnih znanostih pa je močno prispevalo k uspehu njegovih glavnih logičnih del, Načela znanosti. Kmalu po tem, ko je postal magister, je Jevons dobil delovno mesto mentorja in profesorja na kolidžu Owens v Manchestru.
Leta 1867 se je Jevons poročil s Harriet Ann Taylor. 1876 je zamenjal delo za delo profesorja političnega gospodarstva na Londonski univerzi. Njegovo zdravje je sčasoma slabela, kar je še dodatno poslabšala depresija. Zaradi izčrpanosti se je leta 1880 odločil, da odstopi od položaja. 13. avgusta 1882 se je utopil, medtem ko se je kopal v bližini Hastingsa.

## Teorija koristnosti
William Stanley Jevons je zelo zgodaj v svoji karieri prišel do sistema teorij, ki je predstavljal njegove najbolj karakteristične in originalne prispevke na področju ekonomije in logike. Jevonsova ekonomska filozofija počiva na hedonizmu Benthamovega tipa (račun užitka in žrtve). 
Zametke njegovih logičnih načel je mogoče najti že v pismu napisanem leta 1861, ekonomska teorija koristnosti, ki je postala ključna za njegovo splošno teorijo politične ekonomije, pa je bila praktično oblikovana že v pismu iz leta 1860. Omenjena teorija koristnosti navaja, da je stopnja koristnosti blaga ali proizvoda v odvisnosti od količine razpoložljivega blaga nekakšna kontinuirana matematična funkcija. Jevons prav tako z implicitnim naukom trdi, da je ekonomija v bistvu matematična znanost. Bolje pa je razložena in definirana v članku Splošna matematična teorija politične ekonomije, ki jo je napisal za The British Association, leta 1862 (izdal pa leto kasneje - 1863). V njem prikaže svoj neodvisni prispevek o mejni koristnosti, ki jo sam poimenuje končna stopnja koristnosti. Ta članek pa ni pritegnil veliko pozornosti, niti ob izidu niti po njegovi ponovni objavi 4 leta kasneje v časopisu The Journal of the Statistical Society. Šele leta 1871, ko napiše monografijo z naslovom Teorija političnega gospodarstva, v kateri poskuša prikazati svoj model procesa menjave, mu dokončno uspe razviti svoj sistem teorij – doktrine. 
Teorija koristnosti je bila približno leta 1870 neodvisno razvita na nekoliko podobnih linijah tudi v Avstriji (Carl Menger) in v Švici (Léon Walras). Kar pa zadeva glede povezave med vrednostjo v zameno s končno ali marginalno uporabnostjo, pa prioriteta pripada H. H. Gossenu, vendar to nikakor ne zmanjšuje velikega pomena storitve, ki jo je ponudil ekonomiji Velike Britanije. Vendar Jevons ni razlikoval med koncepti redne in glavne koristnosti. Glavna koristnost omogoča, da se razpravlja o relativnem obsegu koristnih storitev, medtem ko redna koristnost pomeni, da je mogoče izdelke primerjati in razvrščati, v skladu s tem kateri je povzročil največjo korist.

### Pojasnilo teorije koristnosti
Ko Jevons pojasnjuje potrošnikovo obnašanje, se ekonomija zanaša na temeljno premiso, da ljudje izberejo tiste dobrine in storitve, ki jih najbolj cenijo. Da bi opisali način, kako potrošniki izbirajo med različnimi možnostmi potrošnje, so ekonomisti pred stoletjem razvili pojem koristnosti. Iz tega pojma so lahko izpeljali krivuljo povpraševanja in pojasnili njene lastnosti. 
Kaj razumemo pod ”koristnostjo”? Jevons pravi: ˝Koristnost... ne predstavlja resnične lastnosti stvari. Bolje rečeno, izraža odnos med človekovimi potrebami in stvarjo, s katero naj bi te potrebe zadovoljeval˝
Z besedo koristnost torej označujemo zadovoljstvo. Bolj natančno, koristnost označuje, kako potrošniki vrednotijo različne dobrine in storitve. Če ima za nekoga košarica A večjo koristnost kot košarica B pomeni, da ima ta nekdo košarico A raje. Pogosto je pripravno, če mislimo o koristnosti kot o subjektivnem zadovoljstvu ali koristi, ki jo osebi prinese potrošnja neke dobrine ali storitve. Vsekakor pa se je treba upreti misli, da je koristnost psihološka funkcija ali občutek, ki ga je mogoče opazovati ali meriti. Namesto tega je koristnost znanstveni konstrukt, ki ga ekonomisti uporabljajo, da bolje razumejo, kako racionalni potrošniki razporedijo svoje omejene vire med dobrine, ki jim prinašajo zadovoljstvo. V teoriji povpraševanja pravimo, da ljudje maksimirajo svojo koristnost, kar pomeni, da izberejo tisto košarico potrošnih dobrin, ki jo imajo najraje. 

### Mejna koristnost
S tem pa se pojavi pojem maksimalne oziroma mejne koristi, za katerega Jevons pravi slednje: ˝Zadovoljiti do skrajnosti naše želje z najmanjšimi stroški tistega, kar je nezaželeno, z drugimi besedami doseči maksimalno zadovoljstvo, je problem ekonomije.˝ 
Sprašujemo se, kako je koristnost povezana s teorijo povpraševanja in kakšna je skrajna meja naše koristnosti? Denimo, da vam potrošnja prve kepice sladoleda (prve enote) da določen raven zadovoljstva ali koristnosti. Zdaj pa si predstavljajte, da pojeste še drugo kepico (enoto) sladoleda. Celotna koristnost se bo povečala, saj vam da druga kepica (enota) nekaj dodatne koristi. Kaj pa, če dodamo še tretjo in četrto kepico (enoto) iste dobrine? Če bi pojedli dovolj sladoleda bi, namesto povečanja vašega zadovoljstva ali koristnosti, zboleli!
To razglabljanje nas vodi k temeljnemu ekonomskemu pojmu mejne koristnosti. Ko pojeste dodatno kepico sladoleda, boste dobili nekaj dodatnega zadovoljstva ali koristnosti. Povečanje vaše koristnosti imenujemo mejna koristnost. Izraz ”mejna” je ključni pojem v ekonomiji in vedno pomeni ”dodatno”. Mejna koristnost označuje dodatno koristnost, ki izhaja iz potrošnje dodatne enote dobrine.
Pred stoletjem, ko so ekonomisti razmišljali o koristnosti, so oblikovali zakon padajoče mejne koristnosti. Ta zakon pravi, da količina dodatne ali mejne koristi pada, ko oseba potroši dodatne enote dobrine.
Kakšen pa je razlog za ta zakon? Koristnost običajno poraste, če potrošite več enot dobrine. Potrošnja več enot dobrine bo povečala vašo celotno korist, vendar pa se bo ta v skladu z zakonom padajoče mejne koristnosti povečevala po vse nižji stopnji. Rast celotne koristnosti se upočasnjuje, ker se, ko potrošite več posamezne dobrine, vaša mejna korist (dodatna korist, ki izhaja iz potrošnje zadnje enote dobrine) zmanjšuje. Padajoča mejna koristnost izhaja iz dejstva, da se vaš užitek pri potrošnji dobrine zmanjšuje, ko potrošite vse več. Zakon padajoče mejne koristi torej pravi, da se mejna koristnost dobrine zmanjšuje, ko narašča potrošena količina te dobrine.
Jevons v nasprotju s klasičnimi ekonomisti trdi, da je vrednost delovne sile: »...določena z vrednostjo produkta in ne obratno, da delovna sila določa vrednost produkta«

## Praktična ekonomija
Jevons se ni uveljavil kot teoretik, ki se ukvarja z osnovami ekonomske znanosti, ampak kot pisec o praktičnih ekonomskih vprašanjih.
Njegovi deli Močan padec vrednosti zlata (1863) in Vprašanje premoga (1865) sta ga uvrstila v sam vrh piscev o uporabni ekonomiji in statistiki; danes bi ga poznali kot enega vodilnih ekonomistov 19. stoletja, četudi kasneje ne bi napisal Teorije politične ekonomije (1871).
Njegova bistvena dela na področju praktične ekonomije so:
- Denar in mehanizem menjave (1875)
- Osnove politične ekonomije (1878)
- Država v odnosu do dela (1882)

In še dve deli izdani po njegovi smrti:
- Metode družbenih reform (1883)
- Raziskave o valuti in financah (1884)

Ti posmrtno izdani deli sta sestavljeni iz njegovih zapiskov, ki jih je ustvarjal tekom življenja. 
V zadnjem delu svojega življenja se je ukvarjal s pripravo velike ekonomske razprave Načela ekonomije, a je dokončal le nekaj poglavij oz. delov poglavij ter kazalo. Zapisano vsebino so izdali pod naslovom Načela ekonomije: fragment razprave o industrijskem mehanizmu družbe in ostali dokumenti (1905).
V delu Vprašanje premoga (1865) je Jevons obravnaval razne koncepte o energetski izčrpanosti ali depleciji. Te koncepti so še danes aktualni v zvezi s pojavom imenovanim »vrhunec nafte«, to je dogodek, ko proizvodnja nafte doseže največjo količino in potem začne počasi padati.
Jevons je razložil, da izboljšava energetske učinkovitosti običajno zmanjša stroške energije. To pa pomeni, da se bo poraba te energija zvišala, namesto da bi se zmanjšala. Ta učinek je danes znan kot Jevonsov paradoks. In kar je tu problematično je, da nova odkritja (izumi) dejansko vodijo v večjo porabo, čeprav so bila ustvarjena z namenom, da bi le-to zmanjšala – zato tej tezi tudi pravimo paradoks; mar je povečanje učinkovitosti strojev brez koristi, oziroma celo v škodo?
Jevons je v Vprašanju premoga zapisal: »Domneva, da bo bolj ekonomična uporaba goriva v enaki meri zmanjšala njegovo porabo, je napačna. V resnici se zgodi ravno obratno.«
Še eno Jevonsovo pomembno delo praktične filozofije je članek Komercialne krize in sončne pege, ki je bil objavljen v znanstveni reviji Narava (Nature, 1878). V njem je analiziral ekonomski cikel. Postavil je tezo, da ekonomske krize niso naključni dogodki in predlagal, da so pravzaprav posledica nekih predhodnih dogodkov – ti dogodki naj bi bili sončne pege.
Razmišljal je nekako takole: Sončne pege s sončnimi erupcijami določajo sevanje sonca in s tem vplivajo na vreme, ki ima neposreden vpliv na dobre / slabe letine – torej na poljščine oz. pridelke. Te spremembe pa imajo znaten vpliv na ekonomijo in tako povzročajo komercialne krize. 
Vidimo lahko, da je z logičnim sklepanjem našel povezavo med sončnimi pegami in ekonomskim stanjem, ki ji pravimo Jevonsova teorija sončnih peg.
Ta trditev pa je spodbudila tudi plaz nadaljnjih študij, ki so v glavnem pokazale, da sončno vreme sicer ima znaten (a majhen) pozitiven učinek na ekonomijo, verjetno zaradi učinka na razpoloženje trgovcev. Jevonsova povezava med erupcijami sončnih peg in ekonomskimi krizami pa ostaja nedokazana.
 

## Logika
Leta 1864 je Jevons izdal Čisto logiko, ki je temeljila na Boolovi logiki oz. algebri, ki določa spremenljivkam le dve vrednosti – 1 in 0 oz. pravilno / nepravilno. V naslednjih letih je veliko časa in pozornosti namenil izdelavi logične naprave.
Logična naprava je orodje, ki vsebuje komplet delov, ki uporabljajo energijo za izvedbo formalnih logičnih operacij. Prve logične naprave so bile mehanične in so izvajale osnovne operacije v Boolovi logiki. Jevonsov logični klavir je bil prva izmed njih. Današnje logične naprave pa so računalniški programi, ki pomagajo pri iskanju dokazov raznoraznih izrekov na področju matematične logike.
Leta 1866 se mu je posvetilo, kar je imel za veliko in univerzalno načelo vsega razuma – verjel je, da obstaja nek uniformen proces, iz katerega izhajajo vsa ostala dejanja, kar je poimenoval zamenjava podobnega (angl. substitution of similars). Trdil je, da se da vse izpeljati iz tega dejanja in pri tem naj bi bil najbolj ustrezen Boolov logični sistem.
Tako je kmalu izdal tudi knjigo Zamenjava podobnega (1869), kjer je to teorijo strnil takole: »Karkoli je res za neko stvar je res za njej enake.« In prav na podlagi teh načel je izdelal prvo logično napravo (dejansko gre za neke vrste mehanični računalnik), imenovano logični klavir oz. logični abakus.
Naslednje leto je izdal Osnovna spoznanja v logiki (1870), ki so kmalu postala najbolj bran učbenik o logiki v angleškem jeziku. Vendar pa je v tem času pisal še bolj pomembno razpravo, ki je izšla pod naslovom Načela znanosti (1874). V tem delu je Jevons sprva povzel vsebino njegovih prejšnjih del o čisti logiki, poleg tega pa dodal še mnogo novih sklepov. 
Med drugim je dejal, da je indukcija (sklepanje iz posameznega na splošno) preprosto inverzna uporaba dedukcije (sklepanje iz splošnega na posamezno), poleg tega pa sijajno obravnaval tudi splošno teorijo verjetnosti. Njegovo široko znanje o raznih naravnih znanostih mu je omogočilo, da svoje abstraktne argumente podpre s konkretnimi prikazi, ki jih je pogosto dodelal v podrobnosti.
Primer je njegova razprava o uporabi enosmernih funkcij v kriptografiji, kjer je navedel število (produkt dveh velikih praštevil), za katerega je trdil, da ga nihče ne zmore razstaviti (Jevonsovo število). Ta teza je osnova asimetrične enkripcije.
Jevons je postavil tudi splošno teorijo o indukciji, ki je bila pravzaprav le oživitev Whewellove. Ta razdeli sklepanje v tri korake:
1. Izbira neke osnovne ideje, kot so prostor, število, vzrok, podobnost…
2. Oblikovanje koncepta, oz. bolj specifične oblike teh idej, kot so krog, uniformna sila, …
3. Določitev razsežnosti oz. magnitude.

Whewellovo teorijo je silovito kritiziral utilitarist John Stuart Mill, zato jo je Jevons zapisal v nekoliko drugačni obliki; izpustil je nekatere dodatke, ki niso bili ključni in so Whewellovo teorijo zgolj izpostavili kritikam. Jevons je dejal, da »dasiravno napisana manj privlačno kot Millov Logični sistem, je Načela znanosti knjiga, ki je veliko bližje znanstvenim dejstvom.« S tem je povedal, da četudi je morda Millova kritika zelo lepo berljiva, je njegova teorija tista, ki jo najbolj podpirajo znanstveni dokazi.
Delo Načela znanosti kot celota je bil eden najpomembnejših prispevkov na področju logike, ki so se pojavili v Angliji v 19. stoletju.
1880 so izšle Študije deduktivne logike, sestavljene v glavnem iz vaj in nalog za študente. 

## Jevonsovo število
V svojem delu Načela znanosti je Jevons med drugim zapisal tudi tole: »Mar lahko bralec določi dve števili, katerih produkt bo 8616460799? Malo verjetno je, da bo kdorkoli razen mene kadarkoli vedel.«.
To število je postalo znano kot Jevonsovo število, a mislec se je tokrat zmotil; že leta 1903 ga je razstavil avstrijski matematik Derrick Norman Lehmer in pozneje na žepnem kalkulatorju še Solomon W. Golomb. Razstaviti se ga da na prafaktorja 89681 in 96079.
 

## Geometrija
Eden od Jevonsovih sodobnikov, Hermann von Helmholtz, se je zanimal za neevklidsko geometrijo, ki sloni na drugačnih aksiomih kot običajna evklidska geometrija. Proučeval je dve skupini dvodimenzionalnih bitij, kjer ena skupina živi na ploskvi, druga pa na površini krogle. Zatrjeval je, da ker so ta bitja vpeta v dve dimenziji, bi razvili ravninsko verzijo evklidske geometrije, a ker je narava teh površin različna, bi prispela do dveh zelo različnih verzij te geometrije. Nato je ta argument razširil na tri dimenzije, zabeležil je, da to postavlja temeljna vprašanja o zvezi med prostorsko predstavo in matematično resnico.
Jevons se je na članek skoraj nemudoma odzval. Medtem ko je bil Helmholtz osredotočen na človeško dojemanje prostora, je bil Jevons osredotočen na vprašanje resnice v geometriji. Jevons se je strinjal, da je Helmholtzev argument prepričljiv v konstrukciji situacije kjer evklidovi geometrijski aksiomi ne veljajo, vendar je verjel, da nimajo nobenega vpliva na resnico teh aksiomov. Jevons torej postavi razliko med resnico in uporabnostjo oz. percepcijo (predstavo), namigne da sta ta dva koncepta v geometriji neodvisna.
Jevons ni trdil, da se je geometrija razvila brez kakršnekoli obravnave prostorske resničnosti. Namesto tega je predlagal, da so njegovi geometrični sistemi predstave resničnosti, a v bolj temeljnem načinu, ki presega kar lahko nekdo dojame o resničnosti. Jevons je trdil, da je bila v Helmholtzevem argumentu pomanjkljivost oziroma napaka vezana na koncept o neskončno majhnemu (infinitezimalnem). Ta koncept vključuje, kako ta bitja razumevajo geometrijo in prostor na zelo majhni ravni, ki ni nujno enaka kot razumevanje, ki ga je Hemlholtz privzel na bolj globalni in širši ravni.
Jevons je trdil, da je mogoče evklidske relacije zmanjšati na lokalni ravni v različne scenarije, ki jih je Helmholtz ustvaril in bodo torej ta bitja zmožna doživljati evklidske lastnosti, le v različni obliki. Na primer, Jevons je trdil, da bodo dvodimenzionalna bitja na površini krogle zmožni konstruirati ravnino in tudi sisteme višjih dimenzij in čeprav ne bodo zmogli dojeti takih situacij v resničnosti, bi to razkrilo temeljne matematične resnice v njihovem teoretičnem obstoju.
1872 je Helmholtz odgovoril Jevonsu, ki je trdil, da je mu spodletelo pokazati, zakaj bi naj bila geometrična resnica ločena od prostorskega dojemanja. Helmholtz je kritiziral Jevonsovo definicijo resnice, in predvsem izkustveno resnico. Helmholtz je zatrjeval, da bi morala biti razlika med izkustveno in matematično resnico in da te dve verziji resnice nista nujno uskladljivi. Prepir med Helmholtzem in Jevonsom je bil v bistvu mikrokozmos dejavne debate med resnico in dojemanjem v času zametkov neevklidske geometrije konec 19. stoletja.

## Delo in vpliv
Jevons je bil ploden pisatelj in v času svoje smrti je bil v Združenem kraljestvu voditelj tako na področju logike, kot tudi na področju ekonomije. Alfred Marshall, znameniti ekonomist, je glede njegovega prispevka ekonomiji povedal: »Verjetno se bo pokazalo, da ima to delo več pomena, konstruktivne sile, kot katero koli napisano v zadnjih stotih letih, izvzemši Ricarda.«
Jevonsova teorija indukcijskega sklepanja je še vedno zelo vplivna, sploh pa se kaže v delu sodobnega avstrijsko-britanskega filozofa Karla Popperja.
Irving Fisher je opisal Jevonsovo knjigo Splošna matematična teorija politične ekonomije kot »začetek matematične metode v ekonomiji«. Privzemala je, da se ekonomija ukvarja s količinami in je torej kot znanost nujno matematična. Pri tem je razložila teorijo »mejne« (marginalne) koristnosti. Jevonsovo delo, skupaj s podobnimi odkritji Carla Mengerja na Dunaju (1871) in Léona Walrasa v Švici (1874), je zaznamovalo odprtje novega obdobja v zgodovini gospodarske misli.
Knjige, ki jih je zapisal William Stanley Jevons, v kronološkem vrstnem redu:
- 1862. Splošna matematična teorija politične ekonomije (A General Mathematical Theory of Political Economy)
- 1863. Močan padec vrednosti zlata (A Serious Fall in the Value of Gold)
- 1864. Čista logika; oziroma logika kvalitete brez kvantitete (Pure Logic; or, the Logic of Quality apart from Quantity)
- 1865. Vprašanje premoga (The Coal Question)
- 1869. Zamenjava podobnega, pravo načelo razuma (The Substitution of Similars, The True Principle of Reasoning)
- 1870. Osnovna spoznanja v logiki (Elementary Lessons on Logic)
- 1871. Davek na vžigalice; finančna težava (The Match Tax: A Problem in Finance)
- 1871. Teorija politične ekonomije (The Theory of Political Economy)
- 1874. Načela znanosti (Principles of Science)
- 1875. Denar in mehanizem menjave (Money and the Mechanism of Exchange)
- 1878. Osnove politične ekonomije (A Primer on Political Economy)
- 1880. Študije deduktivne logike (Studies in Deductive Logic)
- 1882. Država v odnosu do dela (The State in Relation to Labour)

Posthumno izdana dela:
- 1883. Metode družbenih reform in ostali dokumenti (Methods of Social Reform and Other Papers)
- 1884. Raziskave o valuti in financah (Investigations in Currency and Finance)
- 1886. Pisma in dnevnik W. Stanley Jevonsa (Letters and Journal of W. Stanley Jevons)
- 1972-81. Dokumenti in korespondence (Papers and Correspondence)

William Stanley Jevons je napisal tudi številne članke. 
 